# Adalbert Kuhn
Franz Felix Adalbert Kuhn (Königsberg in der Neumark, 19 novembre 1812 – Berlino, 5 maggio 1881) è stato un linguista e filologo tedesco, studioso della mitologia, della preistoria e delle antichità indoeuropee. È considerato il fondatore della mitologia comparata.
Kuhn nasce a Königsberg nel 1812 nella regione di Neumark, in Brandeburgo. Dal 1841 strinse legami con il Köllnisches Gymnasium a Berlino, del quale divenne direttore nel 1870. Kuhn fu il fondatore di una nuova scuola di mitologia comparativa, basata sulla filologia comparativa. Ispirato dall'opera Deutsche Mythologie di Jakob Grimm, si dedicò allo studio delle storie e delle leggende germaniche e pubblicò diversi saggi: Märkische Sagen und Märchen (1842), Norddeutsche Sagen, Märchen und Gebräuche (1848) e Sagen, Gebräuche und Märchen aus Westfalen (1859). 
Ma è sulle sue ricerche sul linguaggio e sulla storia dei popoli indogermanici nel loro complesso che si basa la reputazione del Kuhn. I suoi capolavori in quest'ambito sono: Zur ältesten Geschichte der Indogermanischen Völker (1845), nel quale cercò di rendere conto delle primissime civiltà indogermaniche prima della loro frammentazione in diversi popoli, confrontando ed analizzando i significati originari delle parole e delle loro derivazioni nelle differenti lingue; Die Herabkunft des Feuers und des Göttertranks (1859; nuova ed. di E Kuhn, sotto il titolo di Mythologische Studien, 1886); Über Entwicklungsstufen der Mythenbildung (1873), in cui sostiene che le origini dei miti devono esser ricercate nel dominio della lingua, e che i loro fattori più essenziali erano la polisemia e l'omonimia.
Kuhn fu anche l'editore della rivista Historische Sprachforschung (originariamente Zeitschrift für vergleichende Sprachforschung auf dem Gebiete der Indogermanischen Sprachen), che era al suo tempo il periodico più accurato su quest'argomento.
Kuhn morì a Berlino; il necrologio fu scritto da Karl Friedrich Heinrich Bruchmann nel Biographisches Jahrbuch di Conrad Bursian  (1881) e nel Zeitschrift, xxvi. n.s. 6 di Johannes Schmidt.